# Eddie King (Fußballspieler, 1886)
Edward Burn „Eddie“ King (* 5. Dezember 1886 in Blyth; † unbekannt) war ein englischer Fußballspieler.

## Karriere
King wechselte 1910 gemeinsam mit seinem Mitspieler W. Simpson von South Shields Adelaide aus der North Eastern League zum FC Leyton in die Southern League. Für Leyton lief er die folgenden beiden Spielzeiten als Stürmer oder Außenläufer auf und erzielte ein Tor in 39 Ligaeinsätzen. In der Spielzeit 1910/11 belegte das Team den siebten Platz in der Liga und qualifizierte sich für die erste Hauptrunde des FA Cups, in der man nach einem 0:0 beim späteren Halbfinalisten FC Chelsea im Wiederholungsspiel zu Hause mit 0:2 unterlag. In beiden Pokalpartien hatte King mit Kenneth Hunt und James Gray die Läuferreihe gebildet. In der Saison 1911/12 qualifizierte man sich zwar nochmals für die erste Hauptrunde des Wettbewerbs und unterlag beim FC Liverpool knapp mit 0:1, in der Liga hingegen platzierte man sich auf dem letzten Tabellenplatz, zur folgenden Spielzeit verließ der finanziell angeschlagene Klub die Southern League. In der Saisonpause 1912 wechselte King innerhalb Londons gemeinsam mit seinen Mannschaftskameraden George Payne und George Burrell in die Football League First Division zu Woolwich Arsenal.
Bei Arsenal rückte er im November 1912 in die erste Mannschaft und übernahm die Position des rechten Läufers von Matt Thomson, sein Debüt in der höchsten englischen Spielklasse gab King gegen West Bromwich Albion. Bis Anfang Februar blieb er Stammspieler, wobei in keinem seiner zwölf Einsätze ein Sieg gelang. Nach einer 1:4-Niederlage Anfang Februar 1913 im FA Cup gegen den FC Liverpool verlor er seinen Platz im Team wieder und kam im restlichen Saisonverlauf nur noch ein weiteres Mal zum Einsatz. Am Saisonende stieg der Klub in die Second Division ab, im Verlauf der Zweitligasaison 1913/14 erhielten George Grant, George Jobey und Thomson auf der rechten Läuferposition von Trainer George Morrell den Vorzug. King spielte stattdessen für das Reserveteam, für das er während seines zweijährigen Aufenthalts über 50 Spiele (2 Tore) bestritt.
In der Sommerpause 1914 wechselte er erneut innerhalb Londons zu Arsenals Zweitligakonkurrent Clapton Orient. Dort spielte er bis November 1914 als rechter Läufer in elf Ligapartien, bevor er von Jack Forrest abgelöst wurde. Erst im Frühjahr 1915 kam King nochmals zu sechs Ligaeinsätzen, dieses Mal in der Sturmreihe (rechter Halbstürmer und Mittelstürmer), blieb dabei aber ohne eigenen Treffer. Die Fortsetzung des Fußballspielbetriebs nach dem Kriegseintritt Großbritanniens in den Ersten Weltkrieg im August 1914 hatte für teils entrüstete Kommentare in der Presse gesorgt und King war einer der ersten 35 Profifußballer, darunter zehn Spieler von Orient, die am 15. Dezember 1914 dem Footballers’ Battalion beitraten. In den ab 1915 ausgetragenen kriegsbedingten Ersatzwettbewerben kam er bis Ende 1916 noch einige Male für Orient zum Einsatz. King diente während des Krieges im Rang eines Privates und kehrte im Dezember 1917, nachdem er im Kampf verwundet worden war, nach Hause zurück. Nach dem Krieg verdiente er seinen Lebensunterhalt als Bergmann in seinem Heimatort Blyth.